# Мец (округ)

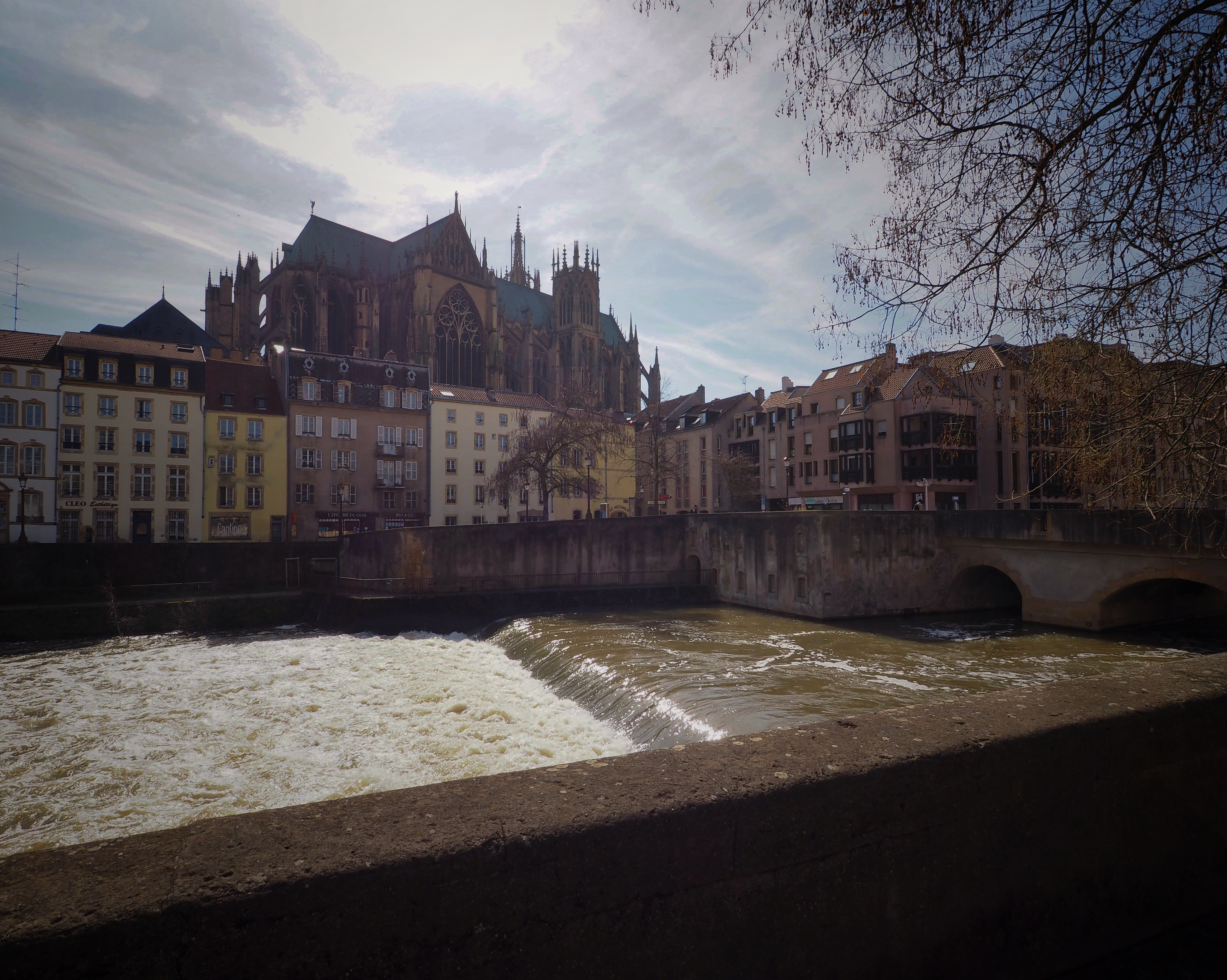
Один из пейзажей округа Мец

Мец (фр. Arrondissement de Metz) — округ на северо-востоке Франции, регион — Гранд-Эст, департамент — Мозель. Префектура — Мец.

## История
Округ создан в декабре 2014 года, на основании Декрета № 2014—1721 от 29 декабря 2014 года с 1 января 2015 года объединением с последующим упразднением округов Мец-Виль и Мец-Кампань в качестве административного центра для 143 коммун департамента Мозель.

## Состав округа
С 1 января 2015 года в составе округа 9 кантонов, объединяющих 143 коммуны. Коммуны кантона Фолькемон представлены частично:
| Код INSEE | Кантон          | Французское название | Количество коммун | Площадь, км²    | Население, чел. (2013) |
| --------- | --------------- | -------------------- | ----------------- | --------------- | ---------------------- |
| 5705      | Кото-де-Мозель  | Coteaux de Moselle   | 29                | 220,6           | 35 644                 |
| 5707      | Фолькемон       | Faulquemont          | 28 (из 61)        | часть от 474,24 | часть от 39 310        |
| 5711      | Мец-1           | Metz-1               | часть Меца        | часть от 41,94  | 37 969                 |
| 5712      | Мец-2           | Metz-2               | часть Меца        | часть от 41,94  | 41 708                 |
| 5713      | Мец-3           | Metz-3               | часть Меца        | часть от 41,94  | 38 957                 |
| 5715      | Монтиньи-ле-Мец | Montigny-lès-Metz    | 6                 | 28,86           | 44 674                 |
| 5716      | Пеи-Месен       | Pays messin          | 51                | 375,92          | 39 552                 |
| 5718      | Ромба           | Rombas               | 14                | 110,57          | 43 835                 |
| 5724      | Сийон-Мозеллан  | Sillon mosellan      | 7                 | 50,35           | 44 119                 |